# Portugese strip

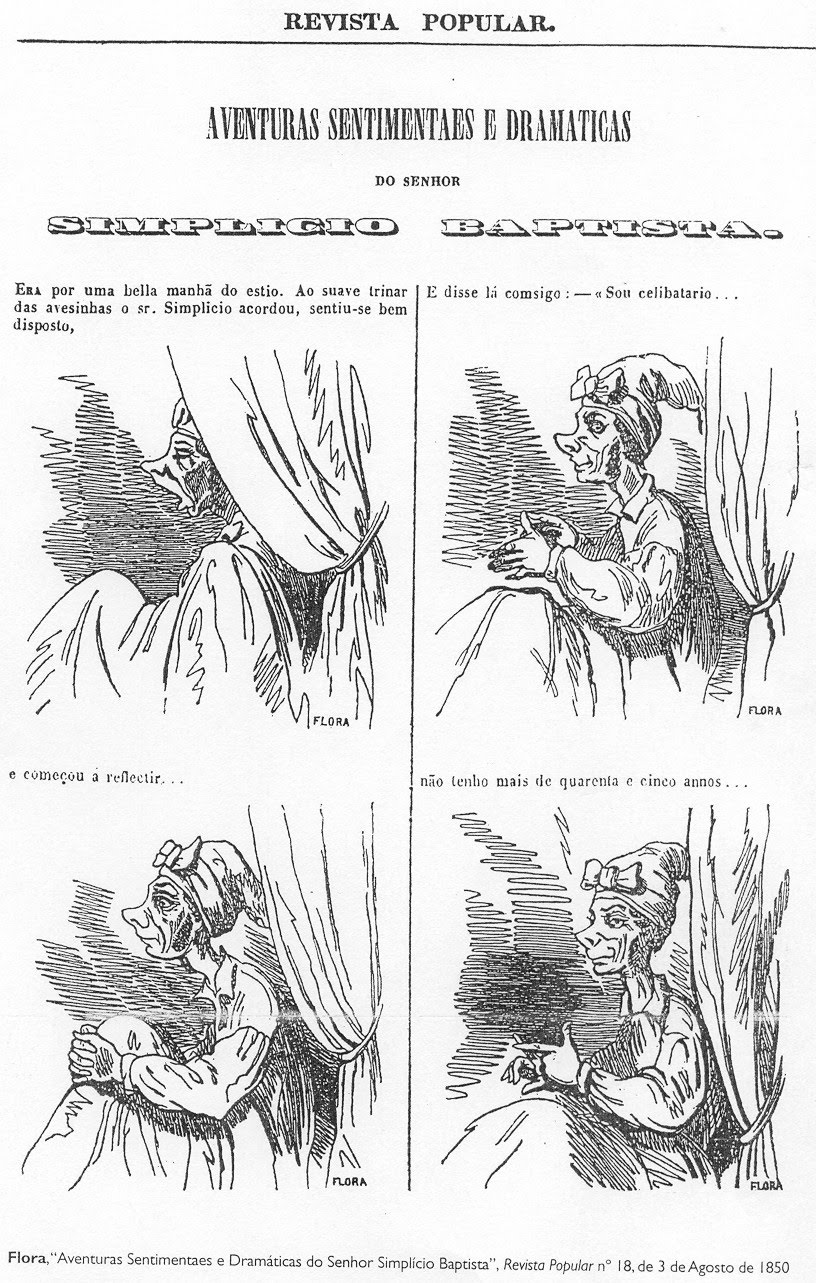
De sentimentele avonturen van meneer Simplicio Baptista

De Portugese strip (Portugees: banda desenhada) is het geheel van beeldverhalen gemaakt door Portugese auteurs en beeldverhalen bestemd voor de Portugese markt. De Portugese strip is weinig gekend in het buitenland. Dit geldt zowel voor de "klassieke" Portugese strip van de twintigste eeuw, als voor de moderne auteurs. De Portugese strip leidt zijn wortels terug tot 1850 naar de uitgave van De sentimentele avonturen van meneer Simplicio Baptista. Deze vroege voorloper van de moderne strip verscheen in het tijdschrift Revista popular en werd getekend door Flora (waarschijnlijk António Nogueira da Silva). Als belangrijkste auteurs van de klassieke Portugese strip kan men noemen:
- Rafael Bordallo Pinheiro
- Stuart Carvalhais
- Carlos Botelho
- Eduardo Teixeira Coelho
- Fernando Bento

## Striptijdschriften
De belangrijkste Portugese striptijdschriften:
- O Mosquito
- O Cavaleiro Andante
- Tintin
- Visão

Er zijn of waren ook kleinere tijdschriften zoals LX Comics of fanzines als Alçapão, Gambuzine, Tertúlia BDzine of Efemeride. Daarnaast zijn er ook de strips in de Portugese kranten.

## Stripfestivals
Portugal kent verschillende jaarlijkse stripfestivals, onder meer in Amadora (sinds 1990), Beja, Coimbra, Oeiras en Viseu. De stripprijzen die jaarlijks uitgereikt worden op het festival van Amadora behoren tot de belangrijkste van Portugal.